# Gols
Gols (en húngaro: Gálos) es una ciudad localizada en el Distrito de Neusiedl am See, estado de Burgenland, Austria.
- Datos: Q670770
- Multimedia: Gols / Q670770

1. ↑  Worldpostalcodes.org, código postal n.º 7122.